# Kabinett Fraser II

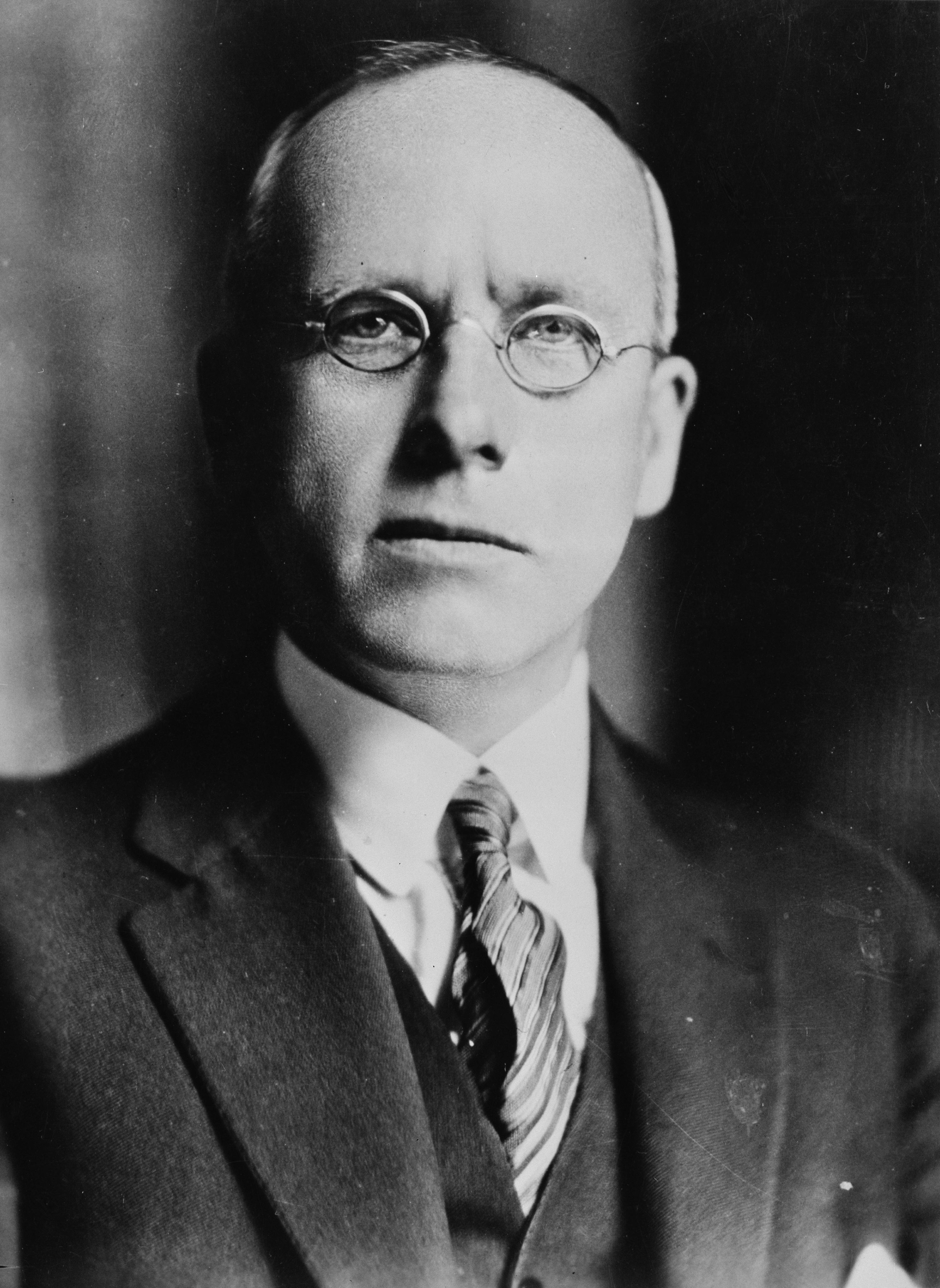
Premierminister Peter Fraser (um 1942)

Das Kabinett Fraser II wurde in Neuseeland am 20. Dezember 1946 durch Premierminister Peter Fraser von der New Zealand Labour Party gebildet und löste das Kabinett Fraser I ab. Es befand sich bis zum 13. Dezember 1949 im Amt und wurde dann durch das Kabinett Holland I abgelöst.
Die Labour Party hatte die Wahlen am 26./27. November 1946 mit 51,28 Prozent gewonnen und konnte 42 der 80 Abgeordneten im Repräsentantenhaus stellen. Die oppositionelle New Zealand National Party erhielt 48,43 Prozent und war mit 38 Abgeordneten vertreten. Die Wahlen am 29./30. November 1949 gewann wiederum die National Party mit 51,88 und hatte nunmehr mit 46 der 80 Abgeordneten erstmals in der Parteigeschichte die Mehrheit, während auf die Labour Party Frasers 47,16 Prozent und 34 Sitze entfielen. Neuer Premierminister wurde daraufhin Sidney Holland.

## Minister
Dem Kabinett gehörten folgende Minister an:
| Amt                                                          | Name                          | Beginn der Amtszeit                | Ende der Amtszeit                    |
| ------------------------------------------------------------ | ----------------------------- | ---------------------------------- | ------------------------------------ |
| Premierminister                                              | Peter Fraser                  | 20. Dezember 1946                  | 13. Dezember 1949                    |
| Außenminister und Minister für Inselterritorien              | Peter Fraser                  | 20. Dezember 1946                  | 13. Dezember 1949                    |
| Minister für Ureinwohner                                     | Peter Fraser                  | 20. Dezember 1946                  | 13. Dezember 1949                    |
| Minister für Finanzen, Zölle und Stempelsteuern              | Walter Nash                   | 20. Dezember 1946                  | 13. Dezember 1949                    |
| Minister für Handel und Industrie                            | Arnold Nordmeyer              | 9. Juni 1947                       | 13. Dezember 1949                    |
| Minister für Versorgung und Munition                         | Arnold Nordmeyer              | 9. Juni 1947                       | 13. Dezember 1949                    |
| Bildungsminister                                             | Rex Mason Terry McCombs       | 20. Dezember 1946 18. Oktober 1947 | 18. Oktober 1947 13. Dezember 1949   |
| Generalstaatsanwalt und Justizminister                       | Rex Mason                     | 20. Dezember 1946                  | 13. Dezember 1949                    |
| Innenminister und Minister für soziale Sicherheit            | Bill Parry                    | 20. Dezember 1946                  | 13. Dezember 1949                    |
| Generalpostmeister und Minister für Telegrafie               | Fred Hackett                  | 20. Dezember 1946                  | 13. Dezember 1949                    |
| Verteidigungsminister                                        | Fred Jones                    | 20. Dezember 1946                  | 13. Dezember 1949                    |
| Gesundheitsminister                                          | Arnold Nordmeyer Mabel Howard | 20. Dezember 1946 29. Mai 1947     | 29. Mai 1947 13. Dezember 1949       |
| Minister für Landwirtschaft und Vermarktung                  | Edward Luttrell Cullen        | 20. Dezember 1946                  | 13. Dezember 1949                    |
| Minister für öffentliche Arbeiten und Eisenbahnen            | Bob Semple                    | 20. Dezember 1946                  | 13. Dezember 1949                    |
| Minister für Ländereien, Sanierung und Forsten               | Clarence Skinner              | 20. Dezember 1946                  | 13. Dezember 1949                    |
| Minister für Arbeit, Bergbau, Einwanderung und Beschäftigung | Angus McLagan                 | 20. Dezember 1946                  | 13. Dezember 1949                    |
| Minister für Transport und Marine                            | James O’Brien Fred Hackett    | 20. Dezember 1946 18. Oktober 1947 | 28. September 1947 13. Dezember 1949 |
| Minister zur Vertretung der Ureinwohner                      | Eruera Tirikatene             | 20. Dezember 1946                  | 13. Dezember 1949                    |
| Minister ohne Geschäftsbereich                               | David Wilson                  | 20. Dezember 1946                  | 13. Dezember 1949                    |